# 蒂莫西·麦基萨克
蒂莫西·麦基萨克（英語：Timothy McIsaac，1959年1月10日—），加拿大男子游泳运动员。他曾代表加拿大参加1976年、1980年、1984年和1988年夏季残疾人奥林匹克运动会游泳比赛，获得十一枚金牌、六枚银牌和四枚铜牌。